# Huang Hua
Huang Hua (född 16 november 1969) är en kinesisk idrottare som tog brons i badminton vid olympiska sommarspelen 1992.